# Tangará (Rio Grande do Norte)
Tangará este un oraș în Rio Grande do Norte (RN), Brazilia.